# Carlos Olmedo
 Carlos Olmedo (Tranqueras, Rivera, Uruguay; 26 de octubre de 1921-Mar del Plata, Argentina; 12 de marzo de 1976), cuyo nombre real era Delmar Velázquez Childe, fue un cantante y compositor  dedicado al género del tango.

## Actividad profesional
Era un niño cuando su familia se fue a vivir al Barrio Sur de Montevideo. Tenía 19 años cuando a partir de  ganar un concurso de cantores del Gran Café Ateneo, de la Avenida 18 de Julio y la Plaza Cagancha comenzó a cantar en las principales salas, confiterías, teatros de la ciudad donde el tango y el candombe eran los convocantes.
En 1947 se trasladó a Buenos Aires, un poco después que lo hiciera Pablo Moreno y dos años antes que Julio Sosa, tres uruguayos, cantores y amigos. En esta ciudad trabajó en distintos escenarios, entre ellos Radio Mitre, el Tango Bar y Café La Armonía si bien de tanto en tanto hacía presentaciones en Montevideo.
Entre 1952 y 1953 integró a la orquesta de Ricardo Pedevilla y en 1954 ingresó, aunque por poco tiempo, en la orquesta de Osvaldo Pugliese  reemplazando a Juan Carlos Cobos que se había desvinculado. El 1° de marzo de 1955 debutó con Aníbal Troilo sustituyendo a Jorge Casal  que iniciaba su etapa como cantor solista, junto a Raúl Berón primero y a Pablo Lozano luego, y continuó hasta el 30 de abril de 1956; en ese lapso grabó los tangos Recordándote y El cantor de Buenos Aires para el sello TK.
Entre 1957 y 1959, formó rubro de cantantes con Ruth Durante y Enrique Castel, para actuar, acompañados la orquesta dirigida por el bandoneonista Ángel Baya en el espectáculo Dos astros y una estrella, permaneciendo juntos hasta 1959. Ese año pasó a formar parte de la Típica Buenos Aires.
En 1966 grabó para el sello Tini junto a cuatro notables músicos: Julio Ahumada (bandoneón), Aquiles Aguilar (violín), Carlos Parodi (piano) y Hamlet Grecco (contrabajo), y por la misma época hizo en Uruguay algunas grabaciones con de Alberto Mastra.

## Valoración
Dice Abel Palermo que Carlos Olmedo:

"Perteneció a la dinastía de las voces varoniles del tango. Sin falsos clichés de guapo, sin una potencia destacable, tuvo la virtud de generar un clima intimista y hasta delicado, con registro de barítono y una voz ceniza muy melodiosa. Desgraciadamente, nos dejó el escaso testimonio de muy pocas grabaciones."

## Labor como compositor
Entre sus composiciones se destacan Y no le erré (1959) y De puro curda (1957), que descollaron en la voz de Alfredo Belusi, Lo que vos te merecés (1955) —los tres con letra de Abel Aznar—, Mi luna, con letra de Lito Bayardo de la que hay una excelente versión grabada por Roberto Goyeneche, Por quererla así, con letra de Marcelino Hernández y No tengo la culpa (1960), letra de Arturo De la Torre.
Falleció el 12 de marzo de 1976 a los 54 años, a causa de un síncope cardíaco en la ciudad de Mar del Plata.